# King (Ontario)
King è una città della Municipalità Regionale di York che fa parte della Grande Toronto. Dista da Toronto 50 km.

## Storia
La città fu fondata come suddivisione amministrativa della Contea di York negli anni 1790. Prima del 1802, Timothy Rogers e altri lealisti della guerra d'indipendenza americana si stabilirono a Armitage, il primo insediamento della nuova città di King (poi diventato parte di Newmarket). In seguito vennero fondati nuovi insediamenti compresi nella municipalità di King, Tyrwhitt's Mills e Lloydtown all'ovest.
Nel 1971, con la formazione della Municipalità Regionale di York e il contemporaneo scioglimento della Contea di York, i confini di King subirono modifiche, espandendosi a ovest verso Yonge Street e Bathurst Street, ed espandendosi verso nord verso un lotto dalla linea urbana King-Vaughan.
Gli italo-canadesi costituiscono il 35,1% della popolazione, la più grande concentrazione di qualsiasi suddivisione del Canada.

## Geografia fisica
King si trova presso le colline della Oak Ridges Moraine, che sono la peculiarità geografica più caratteristica della città. Le coltivazioni agricole in Olanda Marsh sono considerate il "paniere vegetale" dell'Ontario. Si trovano a cavallo tra la città di King Township e Bradford West Gwillimbury. King è conosciuta anche per gli allevamenti di bovini e cavalli.